# ГЕС Lèchāngxiá
ГЕС Lèchāngxiá (乐昌峡水利枢纽工程) — гідроелектростанція на півдні Китаю у провінції Гуандун. Використовує ресурс із річки Уцзян, правої твірної Бейцзян (одна зі складових річкової системи  Чжуцзян, яка завершується у Південно-Китайському морі між Гуанчжоу та Гонконгом).
В межах проекту річку перекрили греблею із ущільненого котком бетону висотою 83 метра, довжиною 256 метрів та шириною по гребеню 7 метрів. Вона утримує водосховище з об’ємом 343,9 млн м3 та максимальним рівнем поверхні під час повені на позначці 163 метра НРМ. У операційному режимі рівень може коливатись в діапазоні від 141,5 до 154,5 метра НРМ, чому відповідає корисний об’єм 104 млн м3.
Розташований біля греблі підземний машинний зал обладнали трьома турбінами типу Френсіс потужністю по 44 МВт, які забезпечують виробництво 408 млн кВт-год електроенергії на рік.